# Estrella Morente

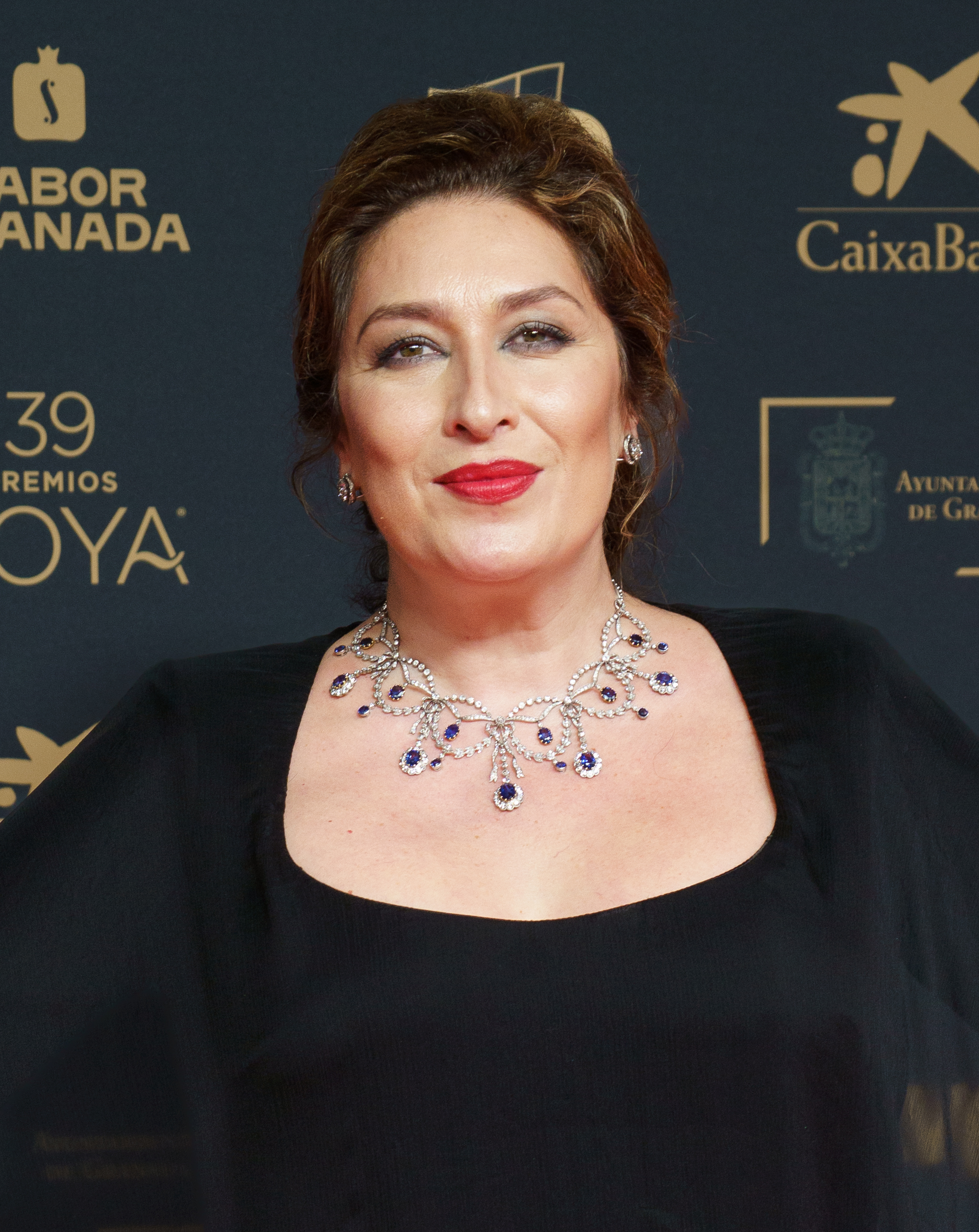
Estrella Morente (2025)

Estrella Morente, mit vollständigem Namen Estrella de la Aurora Morente Carbonell (* 14. August 1980 in Las Gabias, Provinz Granada, Spanien), ist eine Flamencosängerin. Sie ist Tochter der Tänzerin Aurora Carbonell und des Flamencosängers Enrique Morente.

## Karriere
Mit sieben Jahren begann sie, gemeinsam mit dem Vater zu singen. Ihr erstes Musikalbum Mi cante y un poema nahm sie 2001 auf. Im selben Jahr wurde das zweite, Calle del aire, veröffentlicht und von der Kritik positiv aufgenommen. Mit ihrem Vater als Produzenten spielte sie 2006 das dritte Album Mujeres ein. In diesem Jahr sang sie im Film Volver – Zurückkehren den Flamenco für Penélope Cruz. Am 14. Dezember 2001 heiratete sie den Torero Javier Conde und hat mittlerweile zwei Kinder.

## Diskografie

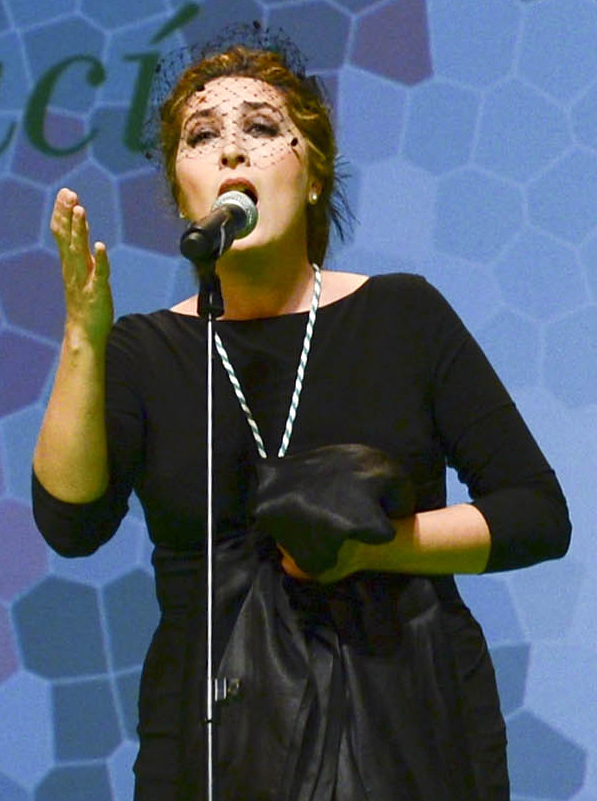
Estrella Morente singt 2014 die andalusische Hymne beim Andalusien-Tag

### Alben
- 2001: Mi cante y un poema (ES: Platin)
- 2001: Calle del Aire (ES: Gold)

| Jahr | Titel                | Höchstplatzierung, Gesamtwochen, AuszeichnungChartsChartplatzierungen (Jahr, Titel, Platzierungen, Wochen, Auszeichnungen, Anmerkungen) | Anmerkungen                                            |
| Jahr | Titel                | ES | Anmerkungen                                            |
| ---- | -------------------- | --- | ------------------------------------------------------ |
| 2006 | Mujeres              | ES5 Gold · (29 Wo.)ES |                                                        |
| 2012 | Autorretrato         | ES5 (26 Wo.)ES | Erstveröffentlichung: 2. Oktober 2012                  |
| 2014 | Amar en paz          | ES37 (11 Wo.)ES | Erstveröffentlichung: 28. Oktober 2014 mit Niño Josele |
| 2015 | Falla                | ES97 (1 Wo.)ES | mit Orquesta Nacional De España und Josep Pons         |
| 2016 | 15 años con Estrella | ES68 (2 Wo.)ES | Erstveröffentlichung: 28. Oktober 2016                 |
| 2019 | Copla                | ES5 (26 Wo.)ES |                                                        |

### Singles
| Jahr | Titel Album               | Höchstplatzierung, Gesamtwochen, AuszeichnungChartsChartplatzierungen (Jahr, Titel, Album, Platzierungen, Wochen, Auszeichnungen, Anmerkungen) | Anmerkungen                                                                                           |
| Jahr | Titel Album               | ES | Anmerkungen                                                                                           |
| ---- | ------------------------- | --- | --- |
| 2014 | Hoy puede ser un gran día | ES4 (4 Wo.)ES | mit Ana Belén, Miguel Poveda, Miguel Ríos, Pasión Vega, Sergio Dalma, Soledad Giménez & Victor Manuel |

### Videoalben
- 2007: Casacueva y escenario